# José Rafael Gallegos Alvarado
José Rafael de Gallegos y Alvarado (Cartago, 31 de octubre de 1784 - San José, 14 de agosto de 1850), fue un hacendado, comerciante y político de Costa Rica. Fue jefe de Estado de Costa Rica entre 1833 y 1835.

## Datos personales
Nació en Cartago, el 31 de octubre de 1784, y fue bautizado con el nombre de Rafael Luis José. Sus padres fueron Felipe Gallegos y Trigo y Lucía Guadalupe de Alvarado Guevara, quien también fue madre de José Santos Lombardo y Alvarado, Presidente de la Junta Superior Gubernativa de 1823.
Casó en primeras nupcias con Teresa Ramó (Rameau) y Palacios (fallecida alrededor de 1820), hija de Francois Rameau Mercadel, francés, y Concepción Palacios y Santamaría. Hijos de este matrimonio fueron José Felipe y José de Jesús Gallegos y Ramó, además de una niña adoptiva, Josefa Victoria, pero los tres murieron de corta edad.
Casó en segundas nupcias en Cartago el 3 de noviembre de 1822 con María Ignacia Sáenz y Ulloa (1800-1873), hija de Manuel Sáenz y Alvarado y María Cayetana Ulloa y Guzmán-Portocarrero. Hijos de este matrimonio fueron Guadalupe (casada con Mariano Montealegre Fernández), Felícitas, Josefa Victoriana (casada con Francisco Montealegre Fernández), Manuela, Rafael Gallegos Sáenz, Ignacia, Juan de Dios y Teresa Bernardina de Jesús Gallegos y Sáenz.

## Actividades privadas
Fue agricultor y empresario. También decreto la ley de la ambulancia. Participó de la minería en los montes del Aguacate, y fue dueño de vastas propiedades que dedicó al cultivo de la caña de azúcar y el café.

## Funcionario público y Presidente de la Junta Gubernativa
Fue maestro de escuela en San José y alcalde Primero de esa ciudad en 1821.
En enero de 1822 fue elegido como miembro de la Junta Superior Gubernativa de Costa Rica, la cual presidió del 17 de octubre de 1822 al 1° de enero de 1823. En esta fecha asumió funciones una nueva Junta Gubernativa presidida por su medio hermano José Santos Lombardo y Alvarado.

## Vicejefe de Estado
En 1824 los grupos conservadores postularon su candidatura para el cargo de jefe de Estado provisorio, pero lo derrotó por escaso margen Juan Mora Fernández.
En 1825 fue elegido como vicejefe de Estado para el período 1825-1829 y en 1829 fue reelegido para el período 1829-1833. Durante su desempeño como Vicejefe presidió el Consejo Representativo del Estado y ejerció interinamente la Jefatura del Estado en varias oportunidades.

## Jefe de Estado (1833-1835)
En las elecciones de 1833 solamente tuvo un voto para el cargo de jefe de Estado. Aun así la Asamblea Legislativa decidió nombrarlo jefe de Estado, dado que ningún candidato había obtenido mayoría absoluta. No obstante, él no quería ejercer el cargo. Se excusó, pero el Congreso no aceptó su negativa, así que tuvo que gobernar sin querer. Como Vicejefe fue elegido Manuel Fernández Chacón.
Se dice que fue nombrado por los conservadores para restablecer la capital de Cartago. Gobernó enfrentando una gran oposición por parte de los liberales de San José, con una prensa hostil y sarcástica, representada por el periódico "La Tertulia" (dirigido por Vicente Castro), y una Asamblea Legislativa marcada por el Localismo, que entre otras cosas aprobó la Ley de la Ambulancia. 
De conformidad con la Ley de la Ambulancia, la sede de las supremas autoridades del país debía rotar cada cuatro años entre las ciudades de Alajuela, Heredia, Cartago y San José. Los Poderes Legislativo, Ejecutivo, y Judicial se trasladaron en mayo de 1834 a la ciudad de Alajuela. Tanto el traslado como la instalación de las autoridades en esa ciudad originaron problemas y dificultades de variada índole.
Destinó recursos económicos para la Casa de Enseñanza de Santo Tomás. En 1834 aprobó la Ley por medio de la cual se creó el Hospital San Juan de Dios.
Hastiado de los ataques contra su persona y su administración, renunció a la jefatura del Estado en marzo de 1835.
Fue substituido como jefe de Estado por Braulio Carrillo Colina en 1835.

## Cargos posteriores
En 1842 fue elegido presidente de la Cámara Judicial (Corte Suprema de Justicia de Costa Rica) pero declinó el cargo.
En 1844 fue elegido como miembro de la Cámara de Senadores y le correspondió presidirla. El 1° de mayo de 1845 fue llamado a ejercer interinamente el Poder Ejecutivo, cuyo titular era Francisco María Oreamuno Bonilla. Al producirse el golpe militar de 7 de junio de 1846, las nuevas autoridades le instaron a volver a su asiento en el Senado, pero declinó tal posibilidad y se apartó de la política.
Fue declarado Benemérito de la Patria en 1849.

## Fallecimiento
Falleció en San José, el 14 de agosto de 1850.